# Skank
Skank foi uma banda brasileira de pop rock formada em 1991 na cidade de Belo Horizonte.
Durante toda a sua trajetória, sua formação foi composta por Samuel Rosa (vocal, guitarra e violão), Henrique Portugal (teclados, violão e vocal de apoio), Lelo Zaneti (baixo e vocal de apoio) e Haroldo Ferretti (bateria).
A banda já vendeu cerca de 6,6 milhões de gravações, tornando-os um dos artistas musicais que mais venderam no Brasil. Em 2019, após 28 anos de carreira, o Skank anunciou seu fim, com uma turnê de despedida realizada entre 2022 e 2023.

## História

### 1991–1993: Início
Em 1983, Samuel Rosa e Henrique Portugal começaram a tocar em uma banda de rock chamada Pozo Alto, junto com os irmãos Dinho Mourão (bateria) e Alexandre Mourão (baixo). Em 1991, o Pozo Alto conseguiu um show na casa de concertos AeroAnta, em São Paulo, mas como os irmãos Mourão não estavam em Belo Horizonte, o baixista Lelo Zaneti e o baterista Haroldo Ferretti foram chamados para o show. Antes da apresentação, o grupo mudou seu nome para Skank, inspirado na música de Bob Marley, "Easy Skanking" ("skank" é um tipo de dança no ska ou uma técnica de guitarra usada em ska, rocksteady e reggae e "skunk" é o nome de uma variação da cannabis sativa, popularmente conhecida como maconha). A banda fez sua estreia em 5 de junho de 1991, e devido à final do Campeonato Brasileiro no mesmo dia, o público pagante foi de 37 pessoas. Entre os presentes, estavam André Jung e Charles Gavin, ex-bateristas das bandas Ira! e Titãs, respectivamente. Após o show, a banda gostou da performance e resolveu continuar junta. Começou a tocar regularmente na churrascaria belo-horizontina Mister Beef, bem como as casas noturnas Janis, Maxaluna e L'Apogée. A proposta musical era transportar o clima do dancehall jamaicano para a tradição pop brasileira.
A banda lançou seu primeiro álbum em 1992, o homônimo Skank. Apesar dos membros não terem aparelhos de CD em casa, fizeram no formato CD, segundo o baterista Haroldo Ferreti, "para chamar a atenção dos jornalistas, das rádios e talvez de uma gravadora. Era uma aposta na qualidade, na inovação." O destaque da banda na cena underground despertou o interesse da gravadora Sony Music, que inaugurou o selo Chaos no Brasil, junto ao Skank, e relançou o álbum em abril de 1993.
Até 1993, a gente tocou muito em Minas Gerais. Se íamos longe, era para o Espírito Santo ou Goiás. Até sair o Calango, a gente era anônimo fora daqui.— Samuel Rosa

### 1994–1999: Skankmania
A banda conheceu o produtor Dudu Marote, em um show em São Paulo, quando dividiu o palco com o grupo Vaca de Pelúcia, produzido por Marote. Decidiram chamá-lo para trabalhar no segundo álbum do Skank. Outro colaborador foi o guitarrista Marcos Gauguin, que acompanhava a banda ao vivo e mixou seu álbum de estreia. As gravações duraram um mês no estúdio Nas Nuvens, onde a banda havia remixado seu primeiro disco. A banda saía para o Rio de Janeiro todas as segundas-feiras às 7h e voltava para Belo Horizonte às sextas, no início da noite. Duas canções do álbum, "Amolação" e "Jackie Tequila", já constavam nos shows da banda. Outra canção, "É Proibido Fumar", foi gravada para o disco-tributo de Roberto Carlos REI, produzido por Frejat e lançado também em 1994.
Calango vendeu mais de 1 milhão de cópias e músicas como "Jackie Tequila" e "Te Ver" tornaram-se hits cantados por todo o país. Anos mais tarde, Samuel Rosa diria que a fase iniciada por Calango teria sido a Skankmania, fase de maior popularidade comercial do grupo, em que se tornou presente de forma maçiça nas rádios, festivais e programas de televisão. Além do repertório, um dos destaques do álbum foi o seu projeto gráfico, composto por uma fantasia criada por Ilson Lorca para as comemorações da Copa do Mundo FIFA de 1994, que o empresário Fernando Furtado havia visto em uma reportagem de jornal. No encarte, ela é vestida pelo baixista Lelo Zaneti.
Em 1996, é lançado o terceiro álbum, O Samba Poconé, que levou o grupo a se apresentar na França, Estados Unidos, Chile, Argentina, Suíça, Portugal, Espanha, Itália e Alemanha, em shows próprios ou em festivais ao lado de bandas como Echo & The Bunnymen, Black Sabbath e Rage Against The Machine. O single "Garota Nacional" foi sucesso no Brasil e liderou a parada espanhola (na versão original) por três meses. A canção foi o único exemplar da música brasileira a integrar a caixa Soundtrack for a Century, lançada para comemorar os 100 anos da gravadora Sony Music. Os discos da banda ganharam edições norte-americanas, italianas, japonesas, francesas e em diversos países ao redor do mundo. Enquanto O Samba Poconé chegava a quase 2 milhões de cópias vendidas no Brasil, o Skank foi convidado a representar o Brasil em Allez! Ola! Olé!, disco oficial da Copa do Mundo de Futebol de 1998.[carece de fontes?]
Com o sucesso de O Samba Poconé e o risco de um esgotamento artístico, a banda estava decidido a promover uma mudança musical em seu próximo trabalho. No entanto, o grupo acabou ainda mantendo a sonoridade dos trabalhos anteriores na maioria das faixas do projeto seguinte. Siderado foi produzido por John Shaw (UB40) e Paul Ralphes. "Resposta", "Mandrake e Os Cubanos" e "Saideira" se tornaram hits. O álbum foi lançado em julho de 1998 e mixado em Abbey Road, estúdio londrino consagrado pelos Beatles; Daúde e o grupo instrumental Uakti foram os convidados especiais, e o álbum vendeu 750 mil cópias.

### 2000–2009: Fase indie rock

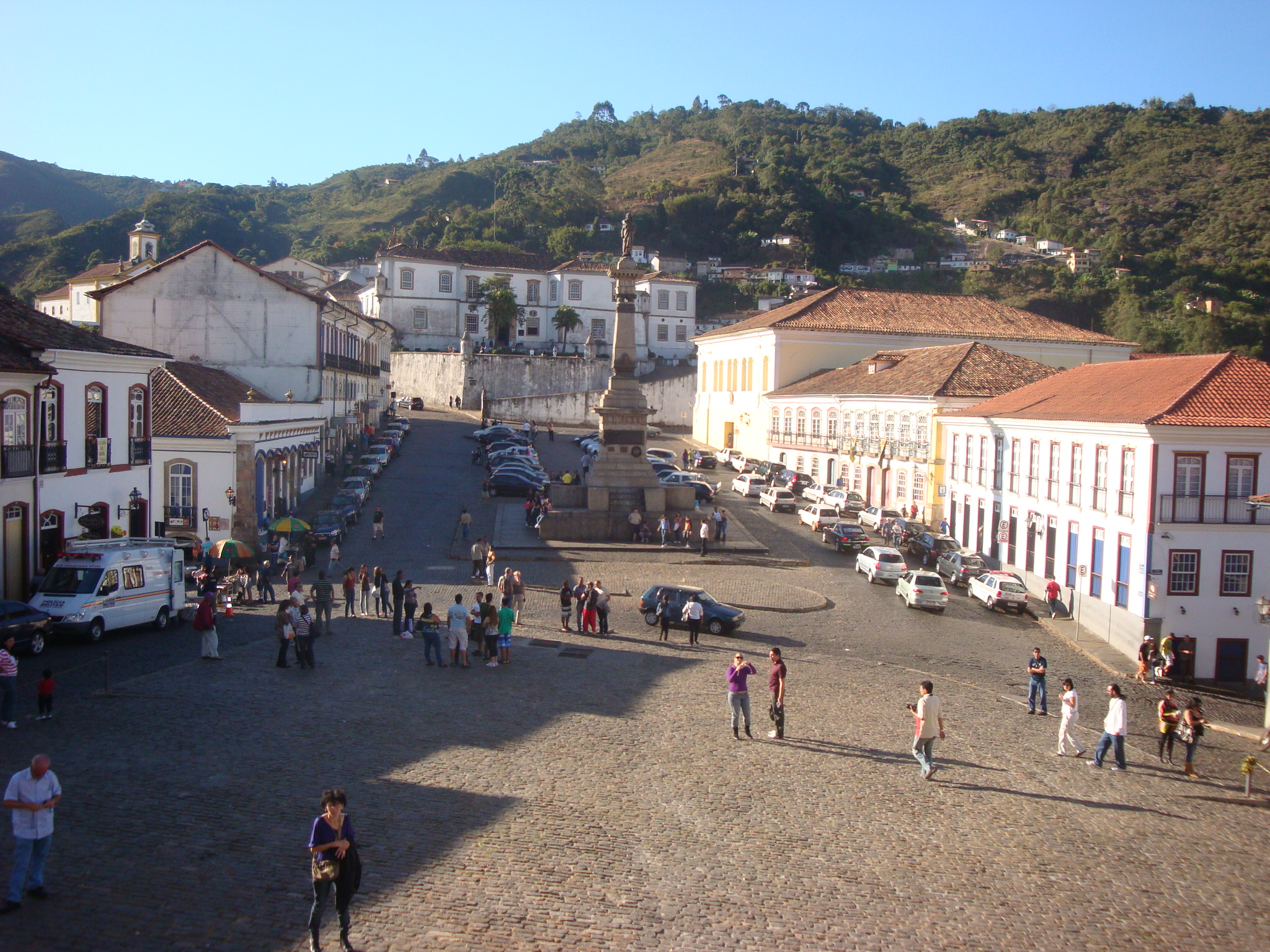
O álbum MTV ao Vivo: Skank, de 2001, foi gravado na Praça Tiradentes, em Ouro Preto.

Em julho de 2000, é lançado o quinto álbum, Maquinarama, produzido por Chico Neves e Tom Capone e que vendeu 275 mil cópias. Os principais singles deste disco foram "Três Lados", "Balada do Amor Inabalável" e "Canção Noturna". Maquinarama é considerado um divisor de águas na carreira da banda, que já não mais utilizou metais em suas gravações. Com os novos trabalhos, vieram mais hits radiofônicos, como  "Balada do Amor Inabalável" – esta com ecos de Sérgio Mendes em clima cyberpunk. O grupo chegou a gravar com Andreas Kisser (Sepultura), Manu Chao, Uakti e Jorge Ben Jor, além de ter sido elogiada por Stewart Copeland pela versão de "Wrapped Around Your Finger", incluída no tributo latino ao The Police, "Outlandos D'America".
Em 2001, a banda registrou seus sucessos no álbum MTV ao Vivo: Skank, que vendeu mais de meio milhão de cópias e rendeu a primeira posição nas paradas de sucesso para a balada "Acima do Sol".
Em 2002, Haroldo Ferretti e Henrique Portugal participam do álbum Falange Canibal, do cantor e compositor Lenine.
Em 2003, a banda lança seu sexto álbum de estúdio, Cosmotron. Enquanto o primeiro single, a balada psicodélica "Dois Rios", tocava nas rádios do Brasil (e o prêmio de melhor videoclipe pop no MTV Video Music Brasil 2003, o grupo se fez mais um giro internacional, com passagens por Portugal, Inglaterra e Bélgica, além de uma apresentação no palco principal do festival de Roskilde, na Dinamarca, ao lado de grupos como Blur e Cardigans. A turnê do álbum (com cenário de Gringo Cardia a partir de telas de Beatriz Milhazes e oito novas canções no repertório) estreou em agosto de 2004, no Canecão, no Rio de Janeiro. Com o novo hit, "Vou Deixar" (melhor videoclipe pop no MTV Video Music Brasil (2004), o Skank viveu uma experiência inédita: através dos novos formatos de comercialização, é o ringtone com o maior número de downloads no país. O álbum atingiu a marca de 210 mil cópias vendidas.
Em novembro de 2004, a banda lançou a sua primeira coletânea de sucessos, Radiola, com repertório focado nos discos Maquinarama (2000) e Cosmotron (2003). Além de oito hits remasterizados em Nova Iorque, o álbum trouxe quatro novidades para o público: as inéditas "Um Mais Um" e "Onde Estão?" e ainda duas versões também inéditas, "Vamos Fugir", de Gilberto Gil e Liminha (gravada para a campanha de verão das sandálias Rider) e "I Want You", de Bob Dylan (gravada no final de 1999 para um tributo ao cantor norte-americano que nunca chegou a ser lançado; é a versão original de "Tanto", do disco de estreia). Revestindo a capa de Radiola, está o trabalho dos irmãos Rob e Christian Clayton, artistas plásticos americanos, colaboradores das revistas Rolling Stone e Zoetrope (de Francis Ford Coppola) e diretores de arte do clipe "All Around The World", do Oasis. As imagens do material gráfico da primeira compilação do Skank, "Happy All The Day" e "Long Journey", fazem parte de "Six Foot Eleven", exposição dos Clayton Brothers em parceria com a galeria La Luz de Jesus (Los Angeles). Radiola vendeu mais de 210 mil cópias.

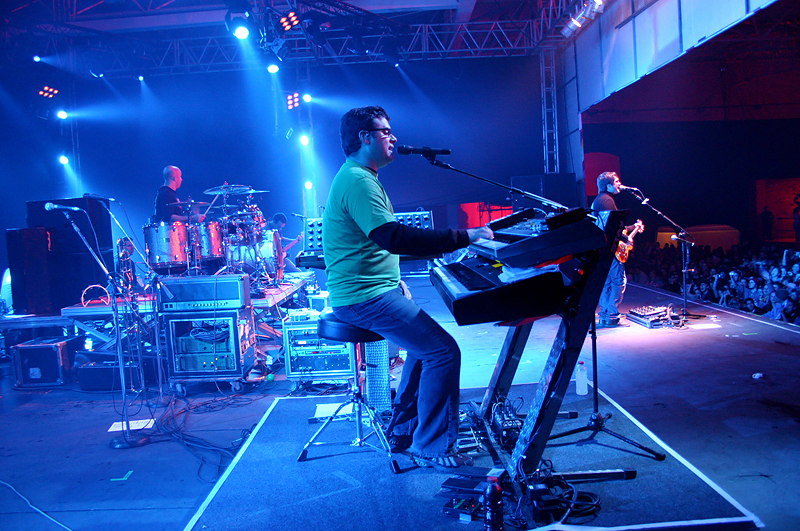
Skank em show ao vivo em 2007.

Intitulado Carrossel, o nono álbum do Skank foi gravado no estúdio Máquina, da banda, em Belo Horizonte. Na ocasião, os fãs puderam assistir, ao vivo, a uma parte do processo de criação e produção do álbum. A banda instalou uma câmera exclusiva, que transmitia imagens em tempo real. O disco chegou às lojas pelas mãos da Sony BMG, em agosto de 2006. Produzido por Chico Neves e Carlos Eduardo Miranda e mixado em Nova Iorque, no estúdio Sterling Sound, o disco trouxe 15 faixas inéditas, de Samuel Rosa com Nando Reis, Chico Amaral, César Maurício, Rodrigo F. Leão, Humberto Effe e Arnaldo Antunes, este último inaugurando a parceria com o vocalista do Skank. O primeiro single, "Uma Canção é Para Isso", foi disponibilizado para audição no site da banda quinze dias antes do lançamento oficial do álbum. A capa do CD saiu com projeto gráfico de Marcus Barão, que usou pinturas surrealistas de Glenn Barr, artista plástico de Detroit. Marcus Barão foi responsável pela arte de outros álbuns da banda. Na época do lançamento de Carrossel, o Skank também disponibilizou todo o conteúdo do álbum em um aparelho de telefone celular. Com esta ação, o Skank tornou-se a primeira banda brasileira a fazer esse tipo de ação mobile. O modelo W300 da Sony Ericsson, que vinha com todas as músicas do álbum de 2006, vendeu mais de 75 mil unidades e rendeu para a banda o primeiro Celular de Ouro do Brasil, certificação reconhecida pela ABPD.
Dois anos após o lançamento de Carrossel, em outubro de 2008, o Skank reapareceu com Estandarte, lançado no mercado com uma forte campanha viral. Enquanto o primeiro single do disco, "Ainda Gosto Dela" – com participação de Negra Li – tocava nas rádios do Brasil, a banda promovia mais uma nova ação, o "Vote no Bis", deixando o público de seus shows escolher as canções que queria ouvir no Bis, através do envio de SMS. Em março de 2009, o Skank anunciou o segundo single do álbum, "Sutilmente", canção eleita pelos fãs através de votação que a banda promoveu em seu site oficial. A revista Rolling Stone considerou-o um dos 25 melhores álbuns nacionais lançados em 2008 e a música "Chão" uma das 25 melhores canções. Em agosto de 2009, o Skank ganhou o troféu "Iniciativa de Mercado" na 16ª edição do Prêmio Multishow de Música Brasileira. Na mesma noite, a banda também levou o prêmio de Melhor Clipe por "Ainda Gosto Dela". No Vídeo Music Brasil 2009, o Skank ganhou o prêmio de Melhor Clipe, com a música "Sutilmente" (Samuel Rosa/Nando Reis). Ainda no mesmo ano, o álbum Estandarte foi indicado ao Grammy Latino 2009 na categoria "Melhor Álbum Pop Contemporâneo Brasileiro".

### 2010–2018: Projetos comemorativos e último inédito
No dia 19 de junho de 2010, a banda gravou no Mineirão, em Belo Horizonte, o CD e DVD Multishow ao Vivo: Skank no Mineirão. O show contou com a participação especial da cantora Negra Li, fazendo um dueto com Samuel Rosa na música "Ainda Gosto Dela". A apresentação recebeu mais de 50 mil pessoas e foi o último evento realizado no estádio antes de seu fechamento para reformas visando a Copa do Mundo de 2014. O projeto teve lançamento em outubro de 2010 e recebeu certificação de disco de platina duplo em 2021.
A turnê relacionada a obra teve estreia no dia 1º de outubro, no palco do Vivo Rio, no Rio de Janeiro. Nos dias 19 e 20 de novembro, o novo show teve estreia em São Paulo, no Citibank Hall. Ainda em novembro de 2010, o Skank recebeu o 1º Prêmio de Música Digital, na categoria "Artista Mais Engajado Digitalmente", por ser considerada a banda que mais investiu nesse formato de aproximação com o seu público. Também naquele ano, foi lançada uma versão comemorativa dos 15 anos de Calango com faixas bônus. O Samba Poconé recebeu o mesmo tratamento. Em junho de 2011, o Skank se tornou a primeira banda brasileira a ganhar um Leão de Ouro no Cannes Lions, um importante prêmio de publicidade mundial. O prêmio foi dado ao projeto Skankplay, uma plataforma que possibilita que qualquer pessoa simule uma jam session com o Skank e participe do clipe da música "De Repente". O projeto – criado pelo coletivo DonTryThis, em parceria com o Skank -, foi premiado na categoria "Melhor Uso de Mídia Social".

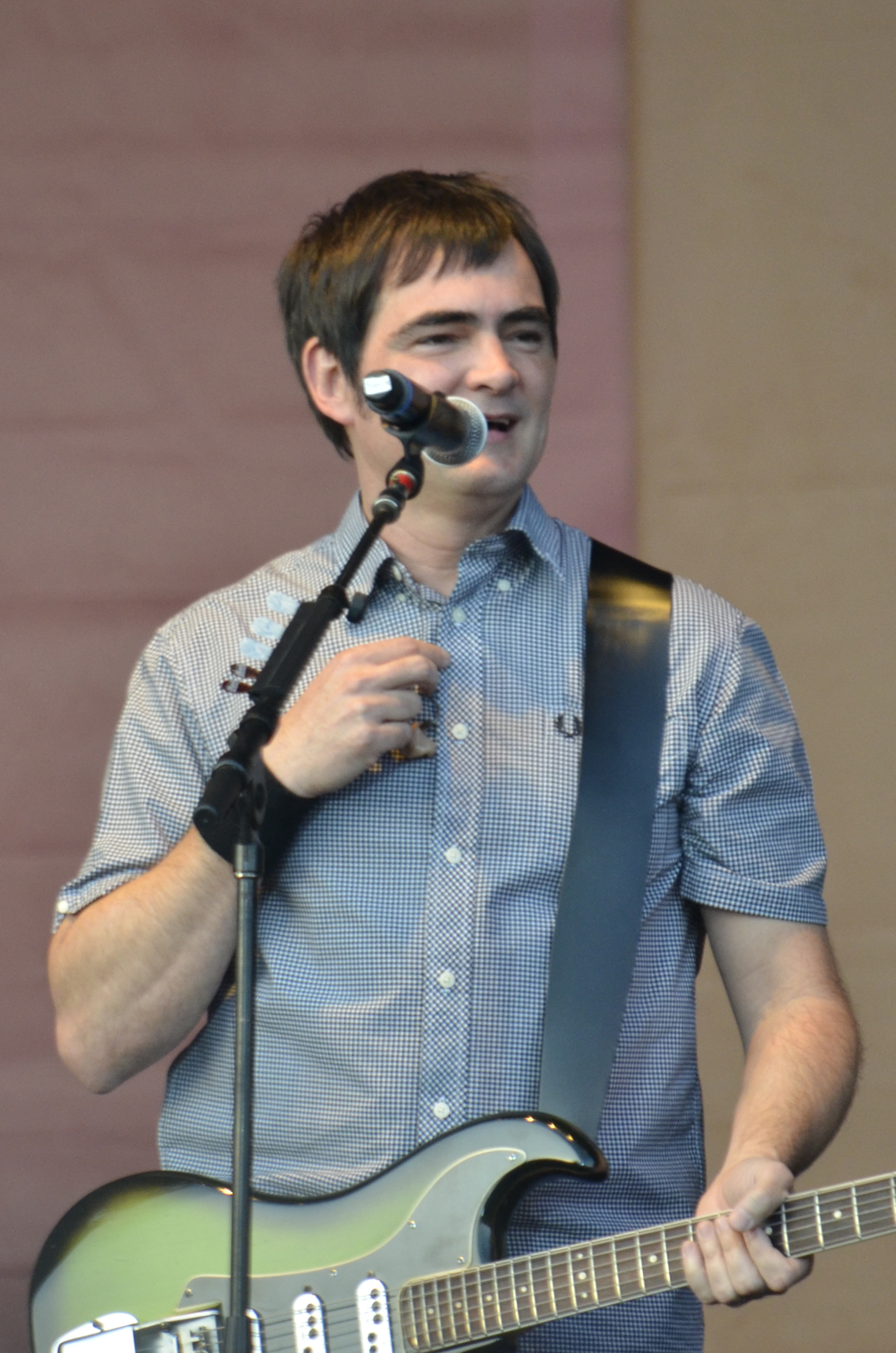
Samuel Rosa, durante show em 2014.

Em 2012, a banda lançou um disco com seu primeiro show, ocorrido em junho de 1991, e com suas primeiras gravações de estúdio, Skank 91. O material era inédito e ficou engavetado pela banda durante vinte anos. O disco foi masterizado em Nova Iorque por Chris Gehringer e tem novas versões para "Telefone", da banda Gang 90 e as Absurdettes, "Raça", de Milton Nascimento, e "Shot in the Dark", de Henry Mancini.
Em junho de 2014, a banda lançou seu nono e último álbum de estúdio, Velocia, cuja produção foi assinada por Dudu Marote e Renato Cipriano, e maior parte do repertório escrito por Samuel Rosa com Nando Reis. Além de Reis, também apareceram compositores como Lucas Silveira, Emicida e Chico Amaral. Até à época, o álbum foi caracterizado pelo maior hiato de um disco inédito na carreira da banda. Na época, o vocalista justificou a demora como uma consequência natural dos projetos ao vivo comemorativos liberados anos antes, e que Velocia estava sendo produzido desde 2013.
O primeiro single foi a música "Ela Me Deixou", cujo videoclipe teve participação dos fãs, por meio de uma promoção da goma de mascar Trident, e chegou a ser a música de rock mais tocada no Brasil daquele ano. A longo prazo, o maior sucesso do projeto foi a música "Esquecimento", que fez parte da trilha-sonora de uma das temporadas da novela Malhação em 2015.
Em 2016, o tecladista Henrique Portugal, o baixista Lelo Zaneti e o DJ e produtor Anderson Noise participaram de um projeto com o cantor Milton Nascimento, que se chama Nie Myer. O grupo mistura jazz e música eletrônica.
Em 2017, a banda gravou um cover de "A Hard Day's Night", da banda The Beatles, para a trilha sonora da telenovela Pega Pega, da TV Globo.
Em 2018, o grupo anunciou o projeto Os Três Primeiros, que visou comemorar os três primeiros álbuns inéditos da carreira do Skank. Um show foi gravado no Circo Voador, no Rio de Janeiro, que compôs o álbum juntamente com duas inéditas: "Beijo na Guanabara" e "Algo Parecido". Apesar de ter apenas duas canções inéditas, "Algo Parecido" foi um sucesso comercial no Brasil.

### 2019–2023: Turnê de despedida

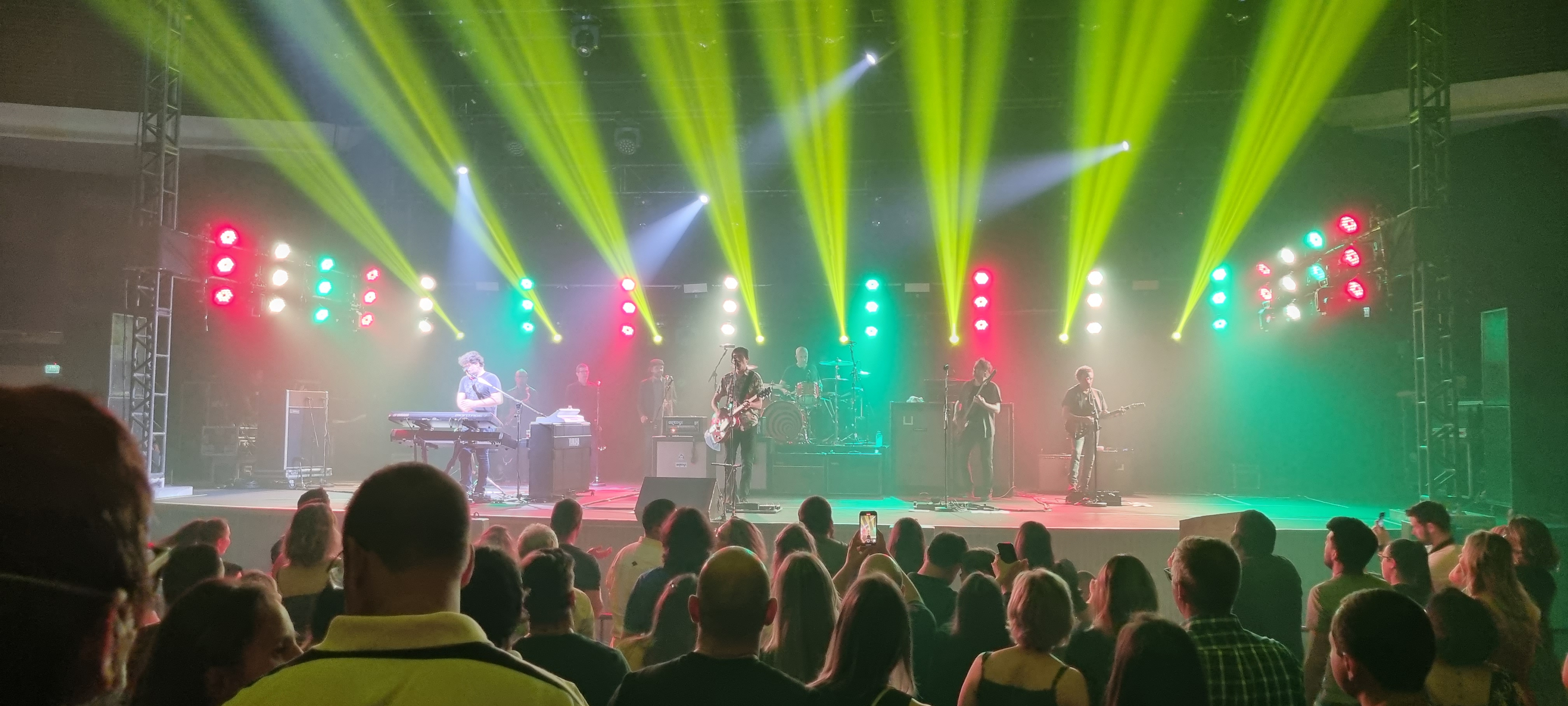
Skank durante show da turnê de despedida em Porto Alegre, ocorrido em novembro de 2022.

Em 3 de dezembro de 2019, a banda anunciou que encerraria suas atividades, sem previsão de volta. Na época, o baixista Lelo Zaneti afirmou que "Nosso grande compromisso é com o público e no cuidado com a carreira. Não acreditamos que é preciso estar em baixa para dar uma parada, não precisa ser trágico, nem problemático". Entre os motivos para o encerramento da banda, os músicos também afirmaram a necessidade de criar outros projetos paralelos, um desgaste artístico depois de décadas de carreira e a necessidade de não se tornarem covers de si mesmos.
Ainda em 2019, a banda entrou em estúdio para produzir suas últimas músicas inéditas. Uma turnê de despedida, em comemoração aos 30 anos, foi iniciada em março de 2020 em show ocorrido na cidade de Feira de Santana, mas teve de ser interrompida devido à pandemia de COVID-19. Em abril daquele ano, a banda apresentou a música "Simplesmente", seu último lançamento inédito, com participação da cantora Roberta Campos.
No final de maio de 2020, o Skank fez uma transmissão online de um show no Estádio do Mineirão com o repertório da turnê de despedida, que concentrou músicas de todo o período de carreira do grupo. A transmissão também arrecadou fundos para o Instituto Baccarelli, que atua na Cidade Nova Heliópolis, favela de São Paulo.
Os shows programados para a despedida do grupo retornaram em novembro de 2021, seguiram até o primeiro semestre de 2023 e somaram um público superior a 500 mil pessoas em mais de 100 cidades. Na época, os integrantes comemoraram o sucesso da turnê, que contou com ingressos esgotados em vários municípios.
No dia 26 de março de 2023, foi realizado o último show do Skank, no Estádio do Mineirão, em Belo Horizonte. A apresentação reuniu um público superior a 50 mil pessoas, um repertório de mais de 30 músicas e uma aparição surpresa do cantor e compositor Milton Nascimento, que fez participação em "Resposta". O show também foi gravado para um lançamento posterior.

## Características musicais

### Influências e características musicais
Tendo como principais influências da música da Jamaica: reggae, ska, dancehall, raggamuffin e dub, logo depois incluíram elementos de rock, rockabilly, rock latino, forró, soul, funk, surf music, MPB  e timbres eletrônicos.
A música do grupo tem atmosfera dançante, inteligente e se tornou extremamente popular em discotecas e festas. Bandas que são citadas como influentes no som da banda são Os Paralamas do Sucesso, The Police, The Beatles, UB40, Ira!, Titãs e Led Zeppelin, e outros artistas importantes como Tim Maia, Roberto Carlos, Jorge Ben Jor, Michael Jackson, Gilberto Gil e os artistas que fizeram parte do Clube da Esquina, como Milton Nascimento, Lô Borges, Beto Guedes, entre outros.

## Integrantes
- Samuel Rosa: vocais, violão e guitarra (1991–2023)
- Henrique Portugal: teclados, violão e vocal de apoio (1991–2023)
- Lelo Zaneti: baixo e vocal de apoio (1991–2023)
- Haroldo Ferretti: bateria (1991–2023)

### Músicos convidados
- Doca Rolim: guitarra, violão
- Vinícius Augustus: saxofone
- Paulo Márcio: trompete
- Pedro Aristides: trombone

## Discografia
- Skank (1992)
- Calango (1994)
- O Samba Poconé (1996)
- Siderado (1998)
- Maquinarama (2000)
- Cosmotron (2003)
- Carrossel (2006)
- Estandarte (2008)
- Velocia (2014)

## Prêmios e indicações

### Grammy Latino
| Ano  | Categoria                       | Indicação | Resultado |
| ---- | ------------------------------- | --------- | --------- |
| 2004 | Melhor Álbum de Rock Brasileiro | Cosmotron | Venceu    |

### MTV Video Music Brasil
| Ano  | Categoria            | Indicação                     | Resultado |
| ---- | -------------------- | ----------------------------- | --------- |
| 1995 | Prêmio Sim MTV       | Skank                         | Venceu    |
| 1995 | Videoclipe do Ano    | "Te Ver"                      | Indicado  |
| 1995 | Escolha da Audiência | "Te Ver"                      | Indicado  |
| 1995 | Edição               | "Te Ver"                      | Indicado  |
| 1995 | Fotografia           | "Te Ver"                      | Indicado  |
| 1995 | Videoclipe de Pop    | "É Proibido Fumar"            | Indicado  |
| 1995 | Direção              | "É Proibido Fumar"            | Indicado  |
| 1996 | Videoclipe de Pop    | "Garota Nacional"             | Venceu    |
| 1996 | Escolha da Audiência | "Garota Nacional"             | Venceu    |
| 1997 | Edição               | "É Uma Partida de Futebol"    | Venceu    |
| 1997 | Videoclipe de Pop    | "É Uma Partida de Futebol"    | Venceu    |
| 1997 | Escolha da Audiência | "É Uma Partida de Futebol"    | Venceu    |
| 1997 | Direção              | "É Uma Partida de Futebol"    | Indicado  |
| 1997 | Videoclipe do Ano    | "É Uma Partida de Futebol"    | Indicado  |
| 1999 | Direção de Arte      | "Saideira"                    | Venceu    |
| 1999 | Videoclipe de Pop    | "Mandrake e os Cubanos"       | Venceu    |
| 1999 | Videoclipe do Ano    | "Mandrake e os Cubanos"       | Venceu    |
| 1999 | Direção              | "Mandrake e os Cubanos"       | Indicado  |
| 1999 | Escolha da Audiência | "Mandrake e os Cubanos"       | Indicado  |
| 2000 | Videoclipe de Pop    | "Três Lados"                  | Venceu    |
| 2001 | Escolha da Audiência | "Balada do Amor Inabalável"   | Indicado  |
| 2001 | Videoclipe de Pop    | "Ela Desapareceu"             | Indicado  |
| 2001 | Edição               | "Ela Desapareceu"             | Indicado  |
| 2002 | Escolha da Audiência | "Tanto"                       | Indicado  |
| 2003 | Videoclipe de Pop    | "Dois Rios"                   | Venceu    |
| 2003 | Fotografia           | "Dois Rios"                   | Indicado  |
| 2003 | Escolha da Audiência | "Dois Rios"                   | Indicado  |
| 2003 | Videoclipe do Ano    | "Dois Rios"                   | Indicado  |
| 2004 | Videoclipe de Pop    | "Vou Deixar"                  | Venceu    |
| 2004 | Direção de Arte      | "Vou Deixar"                  | Indicado  |
| 2004 | Escolha da Audiência | "Vou Deixar"                  | Indicado  |
| 2004 | Videoclipe do Ano    | "Vou Deixar"                  | Indicado  |
| 2006 | Videoclipe de Pop    | "Uma Canção é Pra Isso"       | Indicado  |
| 2007 | Artista do ano       | Skank                         | Indicado  |
| 2007 | Videoclipe do Ano    | "Seus Passos"                 | Indicado  |
| 2009 | Videoclipe do Ano    | "Sutilmente"                  | Venceu    |
| 2009 | Hit do ano           | "Sutilmente"                  | Indicado  |
| 2009 | Artista do ano       | Skank                         | Indicado  |
| 2009 | Pop                  | Skank                         | Indicado  |
| 2010 | Artista do ano       | "Noites De Um Verão Qualquer" | Indicado  |
| 2010 | Hit do ano           | "Noites De Um Verão Qualquer" | Indicado  |
| 2010 | Videoclipe do Ano    | "Noites De Um Verão Qualquer" | Indicado  |
| 2011 | Webclipe             | "De Repente"                  | Indicado  |

### Prêmio Multishow
| Ano  | Categoria                | Indicação                     | Resultado |
| ---- | ------------------------ | ----------------------------- | --------- |
| 1995 | Melhor Clipe             | "É Proibido Fumar"            | Venceu    |
| 1995 | Melhor Grupo             | Skank                         | Venceu    |
| 1997 | Melhor Clipe             | "É Uma Partida de Futebol"    | Venceu    |
| 1998 | Melhor Clipe             | "É Uma Partida de Futebol"    | Indicado  |
| 1998 | Melhor Clipe             | "Garota Nacional"             | Indicado  |
| 1998 | Melhor Grupo             | Skank                         | Indicado  |
| 1999 | Melhor Clipe             | "Saideira"                    | Venceu    |
| 1999 | Melhor Música            | "Resposta"                    | Indicado  |
| 1999 | Melhor CD                | Siderado                      | Indicado  |
| 1999 | Melhor Grupo             | Skank                         | Indicado  |
| 1999 | Melhor Show              | Skank                         | Indicado  |
| 2001 | Melhor Música            | "Balada do Amor Inabalável"   | Indicado  |
| 2002 | Melhor Grupo             | Skank                         | Indicado  |
| 2002 | Melhor Show              | Skank                         | Indicado  |
| 2003 | Melhor Grupo             | Skank                         | Indicado  |
| 2004 | Melhor Show              | Skank                         | Venceu    |
| 2004 | Melhor Música            | "Vou Deixar"                  | Venceu    |
| 2004 | Melhor CD                | Cosmotron                     | Indicado  |
| 2004 | Melhor Grupo             | Skank                         | Indicado  |
| 2005 | Melhor Música            | "Vamos Fugir"                 | Venceu    |
| 2005 | Melhor Grupo             | Skank                         | Indicado  |
| 2007 | Melhor Grupo             | Skank                         | Indicado  |
| 2009 | Melhor Clipe             | "Ainda Gosto Dela"            | Venceu    |
| 2009 | Melhor Música            | "Ainda Gosto Dela"            | Indicado  |
| 2009 | Melhor CD                | Estandarte                    | Indicado  |
| 2009 | Melhor Grupo             | Skank                         | Indicado  |
| 2009 | Melhor Iniciativa do Ano |                               | Venceu    |
| 2010 | Melhor Cantor            | Samuel Rosa                   | Venceu    |
| 2010 | Melhor Instrumentista    | Haroldo Ferretti              | Indicado  |
| 2010 | Melhor Clipe             | "Noites de um Verão Qualquer" | Indicado  |
| 2010 | Melhor Grupo             | Skank                         | Indicado  |
| 2011 | Melhor Grupo             | Skank                         | Indicado  |
| 2014 | Melhor Grupo             | Skank                         | Indicado  |
| 2015 | Melhor Música            | "Esquecimento"                | Indicado  |
| 2015 | Melhor Grupo             | Skank                         | Indicado  |

### Troféu Imprensa[56]
| Ano  | Categoria                       | Indicação         | Resultado |
| ---- | ------------------------------- | ----------------- | --------- |
| 1996 | Melhor Conjunto Musical         | Skank             | Venceu    |
| 1996 | Melhor Música                   | "Garota Nacional" | Venceu    |
| 2004 | Melhor Conjunto Musical         | Skank             | Venceu    |
| 2004 | Melhor Música                   | "Vou Deixar"      | Venceu    |
| 2004 | Prêmio Internet - Melhor Música | "Vou Deixar"      | Venceu    |
| 2006 | Melhor Conjunto Musical         | Skank             | Venceu    |
| 2008 | Melhor Conjunto Musical         | Skank             | Venceu    |
| 2009 | Melhor Conjunto Musical         | Skank             | Venceu    |
| 2010 | Melhor Conjunto Musical         | Skank             | Indicado  |

### Leão de Ouro
Festival de Publicidade Cannes, 2011 ("SkankPlay")

### Premio Ondas[57]
Grupo Revelação Latino, 1997